# Sporadische Gruppe
Die sporadischen Gruppen sind 26 spezielle Gruppen in der Gruppentheorie. Es handelt sich um die endlichen einfachen Gruppen, die sich nicht in eine der (18) systematischen Familien mit unendlich vielen Mitgliedern (von endlichen einfachen Gruppen) einordnen lassen.

## Entdeckungsgeschichte
Die ersten fünf entdeckten sporadischen Gruppen, die sogenannten Mathieugruppen, wurden von Émile Mathieu in den 1860er-Jahren entdeckt. Die Entdeckungsgeschichte aller anderen sporadischen Gruppen setzte erst 1964 ein.
Die früheste Erwähnung des Begriffes „sporadische Gruppe“ dürfte von Burnside 1911, bezugnehmend auf die damals bereits bekannten Mathieugruppen, stammen: These apparently sporadic simple groups would probably repay a closer examination than they have yet received.

## Einteilung

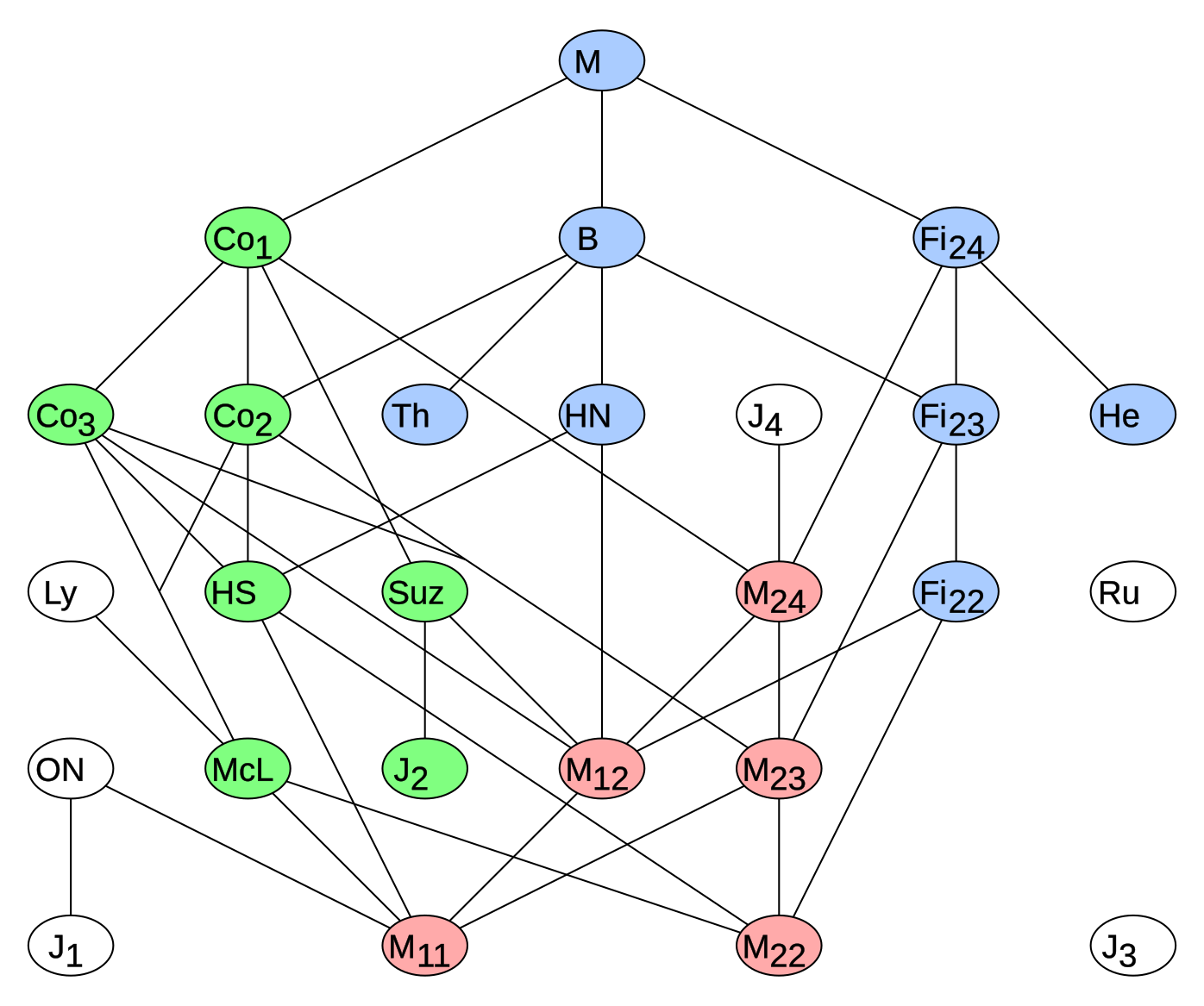
Hasse-Diagramm der 26 sporadischen Gruppen.
Eine aufsteigende Linie bedeutet, dass die untere Gruppe Subquotient der oberen ist.
Die Generationen von Robert Griess haben verschiedene Farben: rot erste Generation, grün zweite, blau dritte; Parias in weiß.

Im nebenstehenden Hasse-Diagramm bedeutet eine Linie von A unten nach B oben, dass A Subquotient von B ist. Da die Relation transitiv ist, sind implizierte Verbindungen nicht im Diagramm eingetragen. Und gibt es im Diagramm eine von A zu B aufsteigende Linie, dann gibt es keine andere sporadische Gruppe zwischen A und B.
20 der 26 sporadischen Gruppen sind Subquotienten der Monstergruppe M, von Robert Griess Friendly Giant (deutsch: freundlicher Riese) genannt.
Diese 20 Gruppen werden nach Griess unter dem Namen Happy Family (deutsch: Glückliche Familie) zusammengefasst. Die Happy Family gliedert sich in drei Generationen, wobei die erste Generation (rot) mit dem erweiterten binären Golay-Code und die zweite (grün) mit dem Leech-Gitter bzw. Automorphismengruppen davon in Zusammenhang steht. Zur ersten Generation gehören die fünf Mathieugruppen M11, M12, M22, M23, M24, zur zweiten Generation die Conwaygruppen Co1, Co2, Co3 und die Gruppen J2, HS, McL, Suz. Die dritte Generation (blau) ist nahe verwandt mit M und enthält die übrigen Gruppen He, Fi22, Fi23, Fi24, HN, Th, B und M der Happy Family.
Die sechs sporadischen Gruppen, die nicht Subquotienten von M sind, sind die Jankogruppen J1, J3 und J4, die Rudvalisgruppe Ru, die Lyonsgruppe Ly und die O’Nan-Gruppe ON. Sie werden bei Griess Parias (engl. pariah) genannt (in der untenstehenden Tabelle als Generation P).
Teilweise wird auch die nach dem belgisch-französischen Mathematiker Jacques Tits benannte Tits-Gruppe T = 2F4(2)′ der Ordnung 17.971.200 als eine sporadische Gruppe angesehen, weil sie nicht eine Gruppe vom Lie-Typ sei. Allerdings ist das Definiens für »nicht-sporadisch« bei endlichen einfachen Gruppen die »Zugehörigkeit zu einer unendlichen systematischen Familie« — was nicht unmittelbar mit der Eigenschaft »vom Lie-Typ« etwas zu tun hat, denn es gibt andere unendliche Familien endlicher einfacher Gruppen, z. B. die Gruppen von Primzahlordnung oder die alternierenden Gruppen, die auch nicht vom Lie-Typ sind. Mit ihrer Zugehörigkeit zur unendlichen Familie der abgeleiteten Ree-Gruppen 2F4(22n+1)′, deren Mitglieder 2F4(22n+1) für {\displaystyle n\geq 1} mit ihren Ableitungen übereinstimmen, ist sie im strengen Sinn keine sporadische Gruppe. Sie ist Subquotient von Fi22 und Ru und würde demnach, wenn eingeordnet, zur dritten Generation der sporadischen Gruppen gehören.

## Tabelle der 26 sporadischen Gruppen
Standardreihenfolge, erste Symbole, Entdeckungsjahr aus Hiss S. 172.
| Name                 | Symbole    | Entdecker             | Jahr | Generation | Ordnung (zirka) | Ordnung (als Dezimalzahl Folge A001228 in OEIS)                         | Ordnung (in Primfaktorzerlegung)                 |
| -------------------- | ---------- | --------------------- | ---- | ---------- | --------------- | ----------------------------------------------------------------------- | ------------------------------------------------ |
| Mathieugruppe …      | M11        | Mathieu               | 1861 | 1          | 8e3             | 7.920                                                                   | 24·32·5·11                                       |
| Mathieugruppe …      | M12        | Mathieu               | 1861 | 1          | 1e5             | 95.040                                                                  | 26·33·5·11                                       |
| Mathieugruppe …      | M22        | Mathieu               | 1861 | 1          | 4e5             | 443.520                                                                 | 27·32·5·7·11                                     |
| Mathieugruppe …      | M23        | Mathieu               | 1861 | 1          | 1e7             | 10.200.960                                                              | 27·32·5·7·11·23                                  |
| Mathieugruppe …      | M24        | Mathieu               | 1861 | 1          | 2e8             | 244.823.040                                                             | 210·33·5·7·11·23                                 |
| Jankogruppe …        | J1         | Janko                 | 1965 | P          | 2e5             | 175.560                                                                 | 23·3·5·7·11·19                                   |
| Jankogruppe …        | J2, HJ     | Janko                 | 1968 | 2          | 6e5             | 604.800                                                                 | 27·33·52·7                                       |
| Jankogruppe …        | J3         | Janko                 | 1968 | P          | 5e7             | 50.232.960                                                              | 27·35·5·17·19                                    |
| Jankogruppe …        | J4         | Janko                 | 1976 | P          | 9e19            | 86.775.571.046.077.562.880                                              | 221·33·5·7·113·23·29·31·37·43                    |
| Higman-Sims-Gruppe   | HS         | Higman, Sims          | 1967 | 2          | 4e7             | 44.352.000                                                              | 29·32·53·7·11                                    |
| McLaughlin-Gruppe    | McL, Mc    | McLaughlin            | 1969 | 2          | 9e8             | 898.128.000                                                             | 27·36·53·7·11                                    |
| Suzukigruppe         | Suz        | Suzuki                | 1969 | 2          | 4e11            | 448.345.497.600                                                         | 213·37·52·7·11·13                                |
| Rudvalisgruppe       | Ru         | Rudvalis              | 1972 | P          | 1e11            | 145.926.144.000                                                         | 214·33·53·7·13·29                                |
| Heldgruppe           | He         | Held                  | 1969 | 3          | 4e9             | 4.030.387.200                                                           | 210·33·52·73·17                                  |
| Lyonsgruppe          | Ly         | Lyons                 | 1972 | P          | 5e16            | 51.765.179.004.000.000                                                  | 28·37·56·7·11·31·37·67                           |
| O’Nan-Gruppe         | ON, O’N    | O’Nan                 | 1976 | P          | 4e11            | 460.815.505.920                                                         | 29·34·5·73·11·19·31                              |
| Conwaygruppe …       | Co1, C1    | Conway                | 1969 | 2          | 4e18            | 4.157.776.806.543.360.000                                               | 221·39·54·72·11·13·23                            |
| Conwaygruppe …       | Co2, C2    | Conway                | 1969 | 2          | 4e13            | 42.305.421.312.000                                                      | 218·36·53·7·11·23                                |
| Conwaygruppe …       | Co3, C3    | Conway                | 1969 | 2          | 5e11            | 495.766.656.000                                                         | 210·37·53·7·11·23                                |
| Fischer-Gruppe …     | Fi22       | Fischer               | 1971 | 3          | 6e13            | 64.561.751.654.400                                                      | 217·39·52·7·11·13                                |
| Fischer-Gruppe …     | Fi23       | Fischer               | 1971 | 3          | 4e18            | 4.089.470.473.293.004.800                                               | 218·313·52·7·11·13·17·23                         |
| Fischer-Gruppe …     | Fi24, F24′ | Fischer               | 1971 | 3          | 1e24            | 1.255.205.709.190.661.721.292.800                                       | 221·316·52·73·11·13·17·23·29                     |
| Harada-Norton-Gruppe | HN, F5     | Harada, Norton, Smith | 1976 | 3          | 3e14            | 273.030.912.000.000                                                     | 214·36·56·7·11·19                                |
| Thompsongruppe       | Th, F3     | Thompson              | 1976 | 3          | 9e16            | 90.745.943.887.872.000                                                  | 215·310·53·72·13·19·31                           |
| Baby-Monstergruppe   | B, F2      | Fischer               | 1973 | 3          | 4e33            | 4.154.781.481.226.426.191.177.580.544.000.000                           | 241·313·56·72·11·13·17·19·23·31·47               |
| Monstergruppe        | M, F1      | Fischer, Griess       | 1973 | 3          | 8e53            | 808.017.424.794.512.875.886.459.904.961.710.757.005.754.368.000.000.000 | 246·320·59·76·112·133·17·19·23·29·31·41·47·59·71 |